# 南海淡路ライン
南海淡路ライン株式会社（なんかいあわじライン）は、かつて泉佐野港と淡路島津名港を結ぶ航路を持っていた海運会社。南海グループに属していた。

## 歴史
航路の前身は大阪湾フェリーで、洲本市炬口（たけのくち）港と深日港を結んでいた。その後、津名港 - 深日港に変更になり、さらにその後、津名港 - 泉佐野港に変更になった。
また、南海淡路ラインは、洲本港（ - 由良港） - 深日港間を結ぶ高速艇を運航していた深日海運の事業譲渡を受けた会社ではなく、航路愛称名として使用していたが、利用者の減少により、2007年1月31日第8便の運航をもって航路の休止となった。
しばらくの間、泉佐野港には「フェリーせんしゅう」が係留されていたが、2007年12月3日にインドネシアのフェリー会社に売却され出航した。泉佐野港にあったその他の施設は現在でも残存している。津名港にあった施設は僅かな痕跡を残し更地になった。

## かつての航路
- 南海淡路ライン：泉佐野 - 津名（所要時間約95分、終夜運転）

## 船舶
- フェリーせんしゅう 2089総トン
- フェリーさざん 1505総トン